# Туркевич Василь Дмитрович
Василь Дмитрович Туркевич (18 квітня 1949, с. Росоховата — 19 січня 2021, м. Москва) — український театрознавець, письменник, мистецтвознавець, лібретист. Заслужений діяч мистецтв України (1999).

## Життєпис
1973 — закінчив факультет журналістики Державного університету їм. Т. Г. Шевченка
У 1981—2021 роках — завідувач інформаційно-видавничого відділу Національної опери України ім. Т. Г. Шевченка
Працював у газетах:
- «Трибуна праці» (м. Гайсин, Вінницька область)
- «Студентський гарт» (тижневий додаток до республіканської газети «Молодь України»)
- Газета «Молода гвардія»
- Журнал «Театрально-концертний Київ»

З 1998 — головний редактор журналу «Імперія балету». З 1999 року — доцент кафедри організації театральної справи Київського національного університету театру, кіно і телебачення імені І. К. Карпенка-Карого.
Брав участь у відродженні журналу «Київська старовина». Є одним із ініціаторів створення науково-популярного історико-літературного часопису «Пам'ять століть», співзасновником і співупорядником щорічного альманаху «Історичний календар», який виходить із 1995 р., а також «Театральної енциклопедії».
Вів активну громадську діяльність, як віце-президент Асоціації співробітників незалежних журналів і віце-президент Міжнародного історичного клубу «Планета».
Помер на 72-му році життя 19 січня 2021 року.

## Твори
Автор:
- «Тіара скіфського царя» (1996) — історична повість
- «Ходив Господь по землі» (1997) — збірник обробок українських релігійних легенд та казок
- «Хореографічне мистецтво України у персоналіях» (1999) — бібліографічний довідник, Київ ISBN 966-7236-09-9
- «Перст Демона» — роман про М. Врубеля
- «Людина планети» — документальна повість про Г. Удовенка
- численних статей із питань національної культури, історії, літературознавчих та мистецтвознавчих розвідок, рецензій на балетні вистави, які друкувалися українською, англійською, французькою, іспанською, німецькою та іншими мовами

Автор лібретто балетів:
- «Біла сюїта» (на музику П. І. Чайковського),
- «Русалонька» (разом з М. Кухарчуком),
- «Демон» (разом з М. Кухарчуком),
- «Фантастична симфонія» (разом з А. Шекерою)
- «Володар Борисфену» та ін.